# Pterolophia fuscobiplagiata
Pterolophia fuscobiplagiata là một loài bọ cánh cứng trong họ Cerambycidae.